# Giovanni Dolfin (1545-1622)
Giovanni Dolfin, spesso italianizzato in Delfin  o Delfino (Venezia, 15 dicembre 1545 – Venezia, 25 novembre 1622), è stato un politico e cardinale italiano.

## Biografia
Era il secondo dei sei figli del senatore Giuseppe "Iseppo" Dolfin e della sua seconda moglie, Maria Contarini.
Laureatosi in utroque jure presso l'Università di Padova, sembrò volesse abbracciare lo stato ecclesiastico, invece fu avviato alla carriera politica e diplomatica; dopo aver esercitato a Venezia alcune cariche minori, nel 1577 fu nominato podestà e capitano di Belluno.
Tra il 1582 e il 1595 fu inviato come ambasciatore della Repubblica di Venezia in Polonia, in Spagna, in Germania e in Francia, donde ritornò otto anni dopo per andare a ricoprire il ruolo di ambasciatore presso la Santa Sede, incarico che mantenne fino al 1598. Nello stesso anno rappresentò ufficialmente Venezia alle nozze di Filippo III di Spagna e nel 1601 a quelle di Enrico IV di Francia e Maria de' Medici.
Tornato in patria occupò il posto di procuratore di San Marco e quello di riformatore dello Studio Padovano.
Rimasto vacante, nel 1603, il vescovado di Vicenza, papa Clemente VIII decise di assegnarlo al Dolfin, cui era legato da vincoli di simpatia e di reciproca stima, nonostante non fosse sacerdote e la legge veneziana non permettesse che fossero ricoperte cariche ecclesiastiche da coloro che avevano risieduto alla corte di Roma.
Con speciale decreto del Senato veneziano, vestiti gli abiti sacerdotali, fece il suo ingresso a Vicenza ma solo un mese dopo, nel concistoro del 6 giugno 1604, Clemente VIII lo creò cardinale del titolo di san Matteo in Merulana che nel 1605 cambiò con quello di San Marco; interruppe quindi il 31 agosto 1604 la visita pastorale che aveva iniziato, per portarsi a Roma e non ritornare più a Vicenza, dove lasciò come luogotenente il vescovo ausiliare Raffaele del Inviziati.
Nel 1606 chiese e ottenne che alla Chiesa vicentina venisse designato un nuovo vescovo nella persona del fratello Dionisio; conclusasi nell'aprile del 1607 la guerra dell'interdetto, nella quale aveva esercitato una parte di notevole importanza, il Dolfin ritornò a Venezia dove si occupò di opere pie e caritatevoli. Nel 1621 optò per il titolo di San Girolamo dei Croati e l'anno dopo per quello di San Carlo ai Catinari.
È sepolto nella chiesa di San Michele in Isola.

## Genealogia episcopale e successione apostolica
La genealogia episcopale è:
- Vescovo Otto von Sonnenberg
- Vescovo Friedrich von Zollern
- Vescovo Ruprecht von Pfalz-Simmern
- Vescovo Mathias Schach, O.Cart.
- Vescovo Philipp von der Pfalz
- Cardinale Matthäus Lang von Wellenburg
- Vescovo Ägidius Rehm
- Vescovo Johann Kluspeck, C.R.S.A.
- Vescovo Wolfgang von Salm
- Vescovo Urban Sagstetter
- Arcivescovo Johann Jakob von Kuen-Belasy
- Vescovo Urban von Trennbach
- Arcivescovo Wolf Dietrich von Raitenau
- Cardinale Alfonso Visconti, C.O.
- Cardinale Giovanni Dolfin

La successione apostolica è:
- Arcivescovo Aloisio Grimani (1605)
- Vescovo Cornelio Sozomeno (1605)
- Vescovo Dionisio Dolfin (1606)
- Vescovo Ottavio Saracini (1606)
- Arcivescovo Marino Bizzi (1608)
- Vescovo Zerbino Lugo (1609)
- Vescovo Giovanni Emo (1611)
- Vescovo Pietro Emo, C.R. (1612)
- Vescovo Bartolomeo Cartolario (1613)
- Vescovo Andrea Corbelli (1613)
- Vescovo Gian Alberto Garzoni (1614)
- Vescovo Vitalis de L'Estang (1615)
- Vescovo Pietro Paolo Miloto (1615)
- Vescovo Matteo Sanudo (1615)

## Ascendenza
|                          |                   |   | Genitori |  |  | Nonni                      |  |  | Bisnonni                  |  |
|                          |                   |   |          |  |  | Benedetto "Benetto" Dolfin |  |  | Daniele "Giovanni" Dolfin |  |
|                          |                   |   |          |  |  | Benedetto "Benetto" Dolfin |  |  | Daniele "Giovanni" Dolfin |  |
|                          |                   | … |          |  |  | Benedetto "Benetto" Dolfin |  |  |                           |  |
| Giuseppe "Iseppo" Dolfin |                   |   |          |  |  | Benedetto "Benetto" Dolfin |  |  |                           |  |
|                          |                   | … | …        |  |  |                            |  |  |                           |  |
|                          |                   | … | …        |  |  |                            |  |  |                           |  |
|                          |                   | … | …        |  |  |                            |  |  |                           |  |
| Giovanni Dolfin          |                   | … |          |  |  |                            |  |  |                           |  |
|                          | Dionigi Contarini | … |          |  |  |                            |  |  |                           |  |
|                          | Dionigi Contarini | … |          |  |  |                            |  |  |                           |  |
|                          | Dionigi Contarini | … |          |  |  |                            |  |  |                           |  |
| Maria Contarini          | Dionigi Contarini |   |          |  |  |                            |  |  |                           |  |
|                          |                   | … | …        |  |  |                            |  |  |                           |  |
|                          |                   | … | …        |  |  |                            |  |  |                           |  |
|                          |                   | … | …        |  |  |                            |  |  |                           |  |
|                          |                   | … |          |  |  |                            |  |  |                           |  |